# Герб Голосіївського району
Герб Голосі́ївського райо́ну — офіційний символ Голосіївського району міста Києва.
Герб району затверджено 29 листопада 2001 року.

## Опис
Герб: у синьому полі золота будівля головного павільйону Національного Виставкового Центру України; золота глава усіяна зеленим листям.
Головний павільйон Національного Виставкового Центру України (тепер — НК «Експоцентр України») — одна з найхарактерніших споруд сучасності в Голосіївському районі. Зелене листя вказує на розташування на території району найбільшого в межах Києва Голосіївського лісопаркового масиву.